# 拉米拉达 (加利福尼亚州)
拉米拉达（英語：La Mirada），是美国加利福尼亚州洛杉矶县下属的一座城市。建市于1960年3月23日，面积约为7.84平方英里（20.3平方公里）。根据2010年美国人口普查，该市有人口48,527人。
拉米拉达位列CNN《金钱》杂志“最宜居地区”第34位，基督教福音派神学的拜欧拉大学亦坐落于此。

## 历史
拉米拉达（La Mirada）的西班牙语原意为“展望”，是由芝加哥制图员安德鲁·麦克纳利及其女婿埃德温·内夫建立的。1888年安德鲁·麦克纳利在惠提尔以南花费20万美元购置了8.9平方公里的土地种植橄榄、橘子和柠檬，在附近建立了橄榄油加工厂，并通过附近的火车站运往美国各地。
1896年，安德鲁·麦克纳利的女儿和女婿继承了这一地产。1946年圣达菲铁路沿线车站介绍中提到拉米拉达是一个遍布橘子、柠檬、橄榄和坚果林的地方，建有橄榄油工厂和水果包装厂，人口为213人。
1950年代城区的发展完全依照提前的市区规划，这一特征也是其引人注意的一点。其后的加州博览会更使其为人所知。1953年，土地被出售给了加州的一家房地产交易公司。1960年3月23日拉米拉达建市，最初建市时曾命名为“米拉达山”，住户从100增加至8000户以上。1960年11月8日投票更名为“拉米拉达”，并在同年12月15日正式更名。
现今拉米拉达人口为5万人左右。